# General Sampaio
General Sampaio este un oraș în statul Ceará (CE) din Brazilia.